# Discografia de 50 Cent
Este anexo lista a discografia de 50 Cent, um rapper estadunidense. Consiste em cinco álbuns de estúdio, dezenove singles e dois DVDs lançados pela Interscope Records. Os videoclipes e colaborações também foram incluídos.
50 Cent lançou seu álbum comercial de estreia Get Rich or Die Tryin' em 2003, que incluía os singles "In da Club", "21 Questions" e "P.I.M.P.". Em 2005, lançou seu novo álbum, The Massacre, o qual vendeu 1,14 milhão de cópias nos quatro primeiros dias, ultrapassando assim o seu recorde anterior como o artista com mais vendas num ciclo abreviado. Foi o segundo maior número de vendas no ano, e produziu três singles que estiveram no Top 5 dos Estados Unidos: "Candy Shop", "Disco Inferno" e "Just a Lil Bit". Em 2007, 50 Cent lançou seu terceiro álbum, Curtis, tendo ficado em segundo lugar no Billboard 200 na primeira semana. Ele lançou seu quarto álbum com a Interscope Records em novembro de 2009, Before I Self Destruct. Mas ele não alcançou um bom número de vendas como os anteriores, estreando na Billboard 200 vendendo 161.200 de cópias na primeira semana. Foi certificado como ouro pela RIAA por superar 500.000 vendas.

## Álbuns

### Álbuns de estúdio
| Ano  | Informações do álbum                                                                                                  | Desempenho nas paradas musicais | Desempenho nas paradas musicais | Desempenho nas paradas musicais | Desempenho nas paradas musicais | Desempenho nas paradas musicais | Desempenho nas paradas musicais | Vendas e Certificações |
| Ano  | Informações do álbum                                                                                                  | EUA                             | GBR                             | ALE                             | FRA                             | CAN                             | AUS                             | Vendas e Certificações |
| ---- | --- | ------------------------------- | ------------------------------- | ------------------------------- | ------------------------------- | ------------------------------- | ------------------------------- | --- |
| 2003 | Get Rich or Die Tryin' - Lançamento: 6 de fevereiro de 2003 - Gravadoras: Shady/Aftermath/Interscope - Duração: 69:32 | 1                               | 7                               | 4                               | 12                              | 1                               | 4                               | 2× Platina ARIA 2× Platina BPI 6× Platina Music Canada Ouro BVMI Ouro IFPI Noruega Platina IFPI Suíça Platina IRMA 3× Platina 2M 6× Platina RIAA 2× Platina RIANZ Ouro SNEP - Vendas nos EUA: 7 milhões - Vendas no mundo: 12 milhões |
| 2005 | The Massacre - Lançamento: 3 de março de 2005 - Gravadoras: Shady/Aftermath/Interscope                                | 1                               | 1                               | 1                               | 4                               | 1                               | 2                               | Platina ARIA Platina BPI 3× Platina Music Canada Platina BVMI Platina IFPI Suíça 2× Platina IRMA 3× Platina 2M 5× Platina RIAA Platina RIANZ Ouro SNEP - Vendas nos EUA: 5 milhões - Vendas no mundo: 10 milhões                      |
| 2007 | Curtis - Lançamento: 11 de setembro de 2007 - Gravadoras: Shady/Aftermath/Interscope                                  | 2                               | 2                               | 2                               | 3                               | 2                               | 1                               | Ouro ARIA Ouro IFPI Áustria Ouro BVMI Platina IRMA 3× Platina 2M Ouro RIANZ Ouro SNEP Ouro ZPAV - Vendas nos EUA: 1,5 milhão - Vendas no mundo: 2,5 milhões                                                                           |
| 2009 | Before I Self Destruct - Lançamento: 9 de novembro de 2009 - Gravadoras: Shady/Aftermath/Interscope                   | 5                               | 22                              | 36                              | 15                              | 11                              | 19                              | Platina RIAA Prata BPI - Vendas nos EUA: 1,359,340 - Vendas no mundo: 2 milhões |
| 2014 | Animal Ambition - Lançamento: 3 de junho de 2014 - Gravadoras: G-Unit, Caroline                                       | 4                               | 21                              | 35                              | 32                              | 4                               | 16                              | - Vendas nos EUA: 124 mil - Vendas no mundo: 500 mil |
| 2021 | A ser anunciado - Lançamento previsto: Setembro de 2021 - Gravadoras: G-Unit, Caroline                                | A ser lançado                   | A ser lançado                   | A ser lançado                   | A ser lançado                   | A ser lançado                   | A ser lançado                   | A ser lançado |

### Álbuns não lançados
| Ano  | Álbum                                                                                                | Singles                      |
| ---- | --- | ---------------------------- |
| 2000 | Power of the Dollar - Não-lançado após 50 Cent ser baleado nove vezes. - Gravadora: Columbia Records | - "How to Rob" - "Thug Love" |

### Trilhas sonoras
| Ano  | Álbum                                                                                     | Desempenho nas paradas musicais | Desempenho nas paradas musicais | Desempenho nas paradas musicais | Vendas e Certificações                    |
| Ano  | Álbum                                                                                     | EUA                             | EUA R&B                         | CAN                             | Vendas e Certificações                    |
| ---- | ----------------------------------------------------------------------------------------- | ------------------------------- | ------------------------------- | ------------------------------- | ----------------------------------------- |
| 2005 | Get Rich or Die Tryin - Lançamento: 8 de novembro de 2005 - Gravadoras: G-Unit/Interscope | 2                               | 1                               | 2                               | Platina RIAA - Vendas no mundo: 3 milhões |
| 2005 | Bulletproof - Lançamento: 2005 - Gravadora: Shadyville Entertainment                      |                                 |                                 |                                 | - Vendas nos EUA: Não disponível          |

### Compilações
| Ano  | Álbum                                                                           | Desempenho nas paradas musicais | Desempenho nas paradas musicais | Vendas e Certificações       |
| Ano  | Álbum                                                                           | EUA                             | EUA R&B                         | Vendas e Certificações       |
| ---- | ------------------------------------------------------------------------------- | ------------------------------- | ------------------------------- | ---------------------------- |
| 2002 | Guess Who's Back? - Lançamento: 26 de abril de 2002 - Gravadora: Full Clip      | 28                              | 13                              | Vendas nos EUA: + de 400.000 |
| 2003 | 24 Shots - Lançamento: Abril de 2003 - Gravadoras: Shady, Aftermath, Interscope | —                               | —                               | Vendas nos EUA: Indisponível |

### Mixtapes
| Ano  | Álbum                                                                     |
| ---- | ------------------------------------------------------------------------- |
| 2002 | 50 Cent Is the Future - Gravadora: BCD Music Group                        |
| 2002 | No Mercy, No Fear - Lançamento: - Gravadora: BCD Music Group              |
| 2002 | God's Plan - Lançamento: - Gravadora: BCD Music Group                     |
| 2003 | Automatic Gunfire - Lançamento: - Gravadora: BCD Music Group              |
| 2005 | Bullet Proof - Lançamento: - Gravadora: - Produção: Dave Chapplle         |
| 2008 | Sincerely Yours, Southside - Lançamento: 24 de junho de 2008 - Gravadora: |
| 2009 | War Angel - Lançamento: 16 de junho de 2009 - Gravadora:                  |
| 2009 | Forever King - Lançamento: 3 de julho de 2009 - Gravadora:                |
| 2010 | The 50th Law of Power - Lançamento: A ser decidido                        |

## Álbuns de vídeo
| Ano  | DVD |
| ---- | --- |
| 2003 | Get Rich or Die Tryin' - Lançamento: 6 de fevereiro de 2003 - Gravadoras: Shady/Aftermath/Interscope - Notas: Contém cenas fechadas nos bastidores, entrevistas e atuações ao vivo.                                                     |
| 2003 | 50 Cent: The New Breed - Lançamento: 15 de abril de 2003 - Gravadoras: Shady/Aftermath/Interscope - Diretores: Don Robinson, Damon Johnson - Notas: Contém documentários de bastidores e atuações ao vivo. - Vendas: 645.000 (até 2003) |

## Singles
| Ano                    | Single                                                                          | Desempenho nas paradas musicais | Desempenho nas paradas musicais | Desempenho nas paradas musicais | Desempenho nas paradas musicais | Desempenho nas paradas musicais | Desempenho nas paradas musicais | Desempenho nas paradas musicais | Desempenho nas paradas musicais | Desempenho nas paradas musicais | Certificações                       | Álbum                                                                  |                        |
| Ano                    | Single                                                                          | EUA Hot                         | EUA R&B                         | EUA Rap                         | GBR                             | ALE                             | FRA                             | AUS                             | CAN                             | NZ                              | Certificações                       | Álbum                                                                  |                        |
| Como artista principal | Como artista principal                                                          | Como artista principal          | Como artista principal          | Como artista principal          | Como artista principal          | Como artista principal          | Como artista principal          | Como artista principal          | Como artista principal          | Como artista principal          | Como artista principal              | Como artista principal                                                 | Como artista principal |
| ---------------------- | ------------------------------------------------------------------------------- | ------------------------------- | ------------------------------- | ------------------------------- | ------------------------------- | ------------------------------- | ------------------------------- | ------------------------------- | ------------------------------- | ------------------------------- | ----------------------------------- | ---------------------------------------------------------------------- | ---------------------- |
| 1999                   | "How to Rob" (feat. The Madd Rapper)                                            | —                               | 62                              | 24                              | —                               | —                               | —                               | —                               | —                               | —                               |                                     | Power of the Dollar, trilha sonora de In Too Deep, Tell 'Em Why U Madd |                        |
| 2002                   | "In da Club"                                                                    | 1                               | 1                               | 1                               | 3                               | 1                               | 16                              | 1                               | 1                               | 1                               | 2× Platina ARIA Platina RIAA        | Get Rich or Die Tryin'                                                 |                        |
| 2003                   | "21 Questions" (feat. Nate Dogg)                                                | 1                               | 1                               | 1                               | 6                               | 35                              | 58                              | 4                               | 5                               | 8                               | Platina ARIA Ouro RIAA              | Get Rich or Die Tryin'                                                 |                        |
| 2003                   | "P.I.M.P."                                                                      | 3                               | 2                               | 1                               | 5                               | 5                               | 25                              | 2                               | 1                               | 2                               | Platina ARIA Ouro RIAA              | Get Rich or Die Tryin'                                                 |                        |
| 2003                   | "If I Can't"                                                                    | 76                              | 34                              | 15                              | 10                              | 34                              | —                               | 22                              | —                               | 26                              |                                     | Get Rich or Die Tryin'                                                 |                        |
| 2004                   | "Disco Inferno"                                                                 | 3                               | 4                               | 3                               | —                               | —                               | —                               | —                               | —                               | —                               | Platina RIAA Platina ABPD           | The Massacre                                                           |                        |
| 2005                   | "Candy Shop" (feat. Olivia)                                                     | 1                               | 1                               | 1                               | 3                               | 1                               | 8                               | 3                               | 7                               | 2                               | Platina ARIA Platina RIAA Ouro ABPD | The Massacre                                                           |                        |
| 2005                   | "Just a Lil Bit"                                                                | 3                               | 3                               | 1                               | 10                              | 11                              | 38                              | 13                              | —                               | 8                               | Ouro ARIA Platina RIAA              | The Massacre                                                           |                        |
| 2005                   | "Outta Control (remix)" (feat. Mobb Deep)                                       | 6                               | 11                              | 5                               | 7                               | 8                               | —                               | 16                              | 11                              | —                               |                                     | The Massacre                                                           |                        |
| 2007                   | "Straight to the Bank"                                                          | 32                              | 30                              | 10                              | —                               | 33                              | 38                              | —                               | —                               | —                               |                                     | Curtis                                                                 |                        |
| 2007                   | "Amusement Park"                                                                | 116                             | 36                              | 17                              | —                               | —                               | —                               | —                               | —                               | —                               |                                     | Curtis                                                                 |                        |
| 2007                   | "I Get Money"                                                                   | 20                              | 10                              | 4                               | —                               | —                               | —                               | —                               | 63                              | —                               |                                     | Curtis                                                                 |                        |
| 2007                   | "Ayo Technology" (feat. Justin Timberlake & Timbaland)                          | 5                               | 41                              | 10                              | 2                               | 3                               | 5                               | 10                              | 12                              | 1                               | Ouro ARIA Ouro RIANZ                | Curtis                                                                 |                        |
| 2007                   | "I'll Still Kill" (feat. Akon)                                                  | 95                              | 52                              | 22                              | —                               | —                               | 28                              | —                               | —                               | 14                              |                                     | Curtis                                                                 |                        |
| 2009                   | "Ok, You're Right"                                                              | —                               | 101                             | —                               | —                               | —                               | —                               | —                               | —                               | —                               |                                     | Before I Self Destruct                                                 |                        |
| 2009                   | "Baby by Me" (feat. Ne-Yo)                                                      | 28                              | 7                               | 3                               | 53                              | —                               | 26                              | 27                              | —                               | 17                              |                                     | Before I Self Destruct                                                 |                        |
| 2010                   | "Do You Think About Me"                                                         | 104                             | 26                              | 15                              | —                               | —                               | —                               | —                               | —                               | 128                             |                                     | Before I Self Destruct                                                 |                        |
| Como artista convidado |                                                                                 |                                 |                                 |                                 |                                 |                                 |                                 |                                 |                                 |                                 |                                     |                                                                        |                        |
| 1999                   | "Rowdy Rowdy"                                                                   | —                               | —                               | —                               | —                               | —                               | —                               | —                               | —                               | —                               |                                     | In Too Deep (trilha sonora)                                            |                        |
| 2002                   | "Wanksta"                                                                       | 13                              | 4                               | 3                               | —                               | —                               | —                               | —                               | —                               | —                               |                                     | 8 Mile/Get Rich or Die Tryin'                                          |                        |
| 2005                   | "Hustler's Ambition"                                                            | 65                              | 64                              | —                               | 13                              | 22                              | —                               | 23                              | —                               | 17                              |                                     | Get Rich or Die Tryin' (trilha sonora)                                 |                        |
| 2005                   | "Window Shopper"                                                                | 20                              | 14                              | 9                               | 11                              | 20                              | 23                              | 13                              | —                               | 8                               | Ouro RIAA                           | Get Rich or Die Tryin' (trilha sonora)                                 |                        |
| 2006                   | "Best Friend" (feat. Olivia)                                                    | 35                              | 22                              | 10                              | —                               | —                               | —                               | —                               | —                               | —                               |                                     | Get Rich or Die Tryin' (trilha sonora)                                 |                        |
| 2006                   | "I'll Whip Ya Head Boy" (feat. Young Buck)                                      | —                               | 74                              | —                               | —                               | —                               | —                               | —                               | —                               | —                               |                                     | Get Rich or Die Tryin' (trilha sonora)                                 |                        |
| 1998                   | "React" (Onyx feat. 50 Cent & X-1)                                              | —                               | 62                              | 44                              | —                               | —                               | —                               | —                               | —                               | —                               |                                     | Shut 'Em Down                                                          |                        |
| 2003                   | "Magic Stick" (Lil' Kim feat. 50 Cent)                                          | 2                               | 2                               | 1                               | 23                              | —                               | —                               | —                               | —                               | —                               | 2× Platina                          | La Bella Mafia                                                         |                        |
| 2004                   | "Encore/Curtains Down" (Eminem feat. 50 Cent & Dr. Dre)                         | 25                              | 48                              | 20                              | —                               | —                               | —                               | —                               | —                               | —                               |                                     | Encore                                                                 |                        |
| 2004                   | "Westside Story" (The Game feat. 50 Cent)                                       | 93                              | 55                              | —                               | —                               | —                               | —                               | —                               | —                               | —                               |                                     | The Documentary                                                        |                        |
| 2004                   | "How We Do" (The Game feat. 50 Cent)                                            | 4                               | 2                               | 2                               | 5                               | 9                               | 30                              | 24                              | —                               | —                               | Platina RIAA                        | The Documentary                                                        |                        |
| 2005                   | "Hate It or Love It" (The Game feat. 50 Cent)                                   | 2                               | 1                               | 1                               | 4                               | 14                              | 42                              | 21                              | —                               | —                               | Platina RIAA                        | The Documentary                                                        |                        |
| 2005                   | "MJB da MVP" (Mary J. Blige feat. The Game & 50 Cent)                           | 75                              | 19                              | —                               | 33                              | —                               | —                               | —                               | —                               | —                               |                                     | The Breakthrough                                                       |                        |
| 2005                   | "So Seductive" (Tony Yayo feat. 50 Cent)                                        | 48                              | 7                               | 12                              | 28                              | —                               | —                               | —                               | —                               | —                               |                                     | Thoughts of a Predicate Felon                                          |                        |
| 2005                   | "I Know You Don't Love Me" (Tony Yayo feat. 50 Cent, Young Buck, & Lloyd Banks) | —                               | 105                             | —                               | —                               | —                               | —                               | —                               | —                               | —                               |                                     | Thoughts of a Predicate Felon                                          |                        |
| 2005                   | "Have a Party"(Mobb Deep feat. 50 Cent & Nate Dogg)                             | —                               | 49                              | 23                              | —                               | —                               | —                               | —                               | —                               | —                               |                                     | Get Rich or Die Tryin' (trilha sonora)                                 |                        |
| 2006                   | "Hands Up" (Lloyd Banks part. 50 Cent)                                          | 84                              | 30                              | 15                              | 43                              | 20                              | —                               | —                               | —                               | —                               |                                     | Rotten Apple                                                           |                        |
| 2006                   | "The Cake" (Lloyd Banks part. 50 Cent)                                          | —                               | 65                              | —                               | —                               | —                               | —                               | —                               | —                               | —                               |                                     | Rotten Apple                                                           |                        |
| 2006                   | "You Don't Know" (Eminem part. 50 Cent, Lloyd Banks e Ca$his)                   | 12                              | 87                              | —                               | 32                              | —                               | —                               | —                               | —                               | —                               |                                     | Eminem Presents the Re-Up                                              |                        |
| 2006                   | "Jimmy Crack Corn" (Eminem feat. 50 Cent)                                       | 101                             | —                               | —                               | —                               | —                               | —                               | —                               | —                               | —                               |                                     | Eminem Presents the Re-Up                                              |                        |
| 2007                   | "Can't Leave 'em Alone" (Ciara feat. 50 Cent)                                   | 40                              | 10                              | —                               | 109                             | 44                              | —                               | —                               | —                               | 4                               | Ouro RIAA                           | Ciara: The Evolution                                                   |                        |
| 2008                   | "Crack a Bottle" (com Eminem & Dr. Dre)                                         | 1                               | 60                              | 4                               | 4                               | —                               | —                               | 18                              | 1                               | 6                               |                                     | Relapse                                                                |                        |
| 2009                   | "Mujeres in the Club" (Wisin y Yandel feat. 50 Cent)                            | —                               | —                               | —                               | —                               | —                               | —                               | —                               | —                               | —                               |                                     | La Revolución                                                          |                        |
| 2010                   | "Pass the Patron" (Tony Yayo part. 50 Cent)                                     | —                               | —                               | —                               | —                               | —                               | —                               | —                               | —                               | —                               |                                     | A ser anunciado                                                        |                        |
| 2010                   | "Down on Me" (Jeremih part. 50 Cent)                                            | 53                              | 32                              | —                               | 87                              | —                               | —                               | —                               | 58                              | —                               | —                                   | All About You                                                          |                        |
| 2010                   | "Let's Get It In" (Lloyd part. 50 Cent)                                         | —                               | —                               | —                               | —                               | —                               | —                               | —                               | —                               | —                               |                                     | King of Hearts                                                         |                        |
| 2010                   | "Buzzin'" (Mann part. 50 Cent)                                                  | —                               | —                               | 25                              | —                               | —                               | —                               | —                               | —                               | —                               | —                                   | Mann's World                                                           |                        |

- "—"  não foi classificada nas paradas musicais.

### Outros singles
| Ano  | Single                                        | Desempenho nas paradas musicais | Desempenho nas paradas musicais | Desempenho nas paradas musicais | Desempenho nas paradas musicais | Álbum(s)                                                       |
| Ano  | Single                                        | EUA Hot                         | EUA R&B                         | EUA Rap                         | EUA Pop                         | Álbum(s)                                                       |
| ---- | --------------------------------------------- | ------------------------------- | ------------------------------- | ------------------------------- | ------------------------------- | -------------------------------------------------------------- |
| 1999 | "Life's on the Line"                          | —                               | —                               | 37                              | —                               | Power of the Dollar, Guess Who's Back?, Get Rich or Die Tryin' |
| 2002 | "Realest Niggas" (feat. The Notorious B.I.G.) | —                               | 30                              | 21                              | —                               | Bad Boys II (trilha sonora)                                    |
| 2002 | "Rotten Apple"                                | —                               | 45                              | —                               | —                               | Guess Who's Back?                                              |
| 2003 | "Heat"                                        | —                               | 116                             | —                               | —                               | Get Rich or Die Tryin'                                         |
| 2003 | "Patiently Waiting" (feat. Eminem)            | —                               | 56                              | —                               | —                               | Get Rich or Die Tryin'                                         |
| 2003 | "Many Men (Wish Death)"                       | —                               | 111                             | —                               | —                               | Get Rich or Die Tryin'                                         |
| 2003 | "What Up Gangsta"                             | 101                             | 26                              | 16                              | —                               | Get Rich or Die Tryin'                                         |
| 2005 | "Piggy Bank"                                  | 88                              | 64                              | —                               | —                               | The Massacre                                                   |
| 2005 | "Outta Control"                               | 92                              | —                               | —                               | 54                              | The Massacre                                                   |
| 2006 | "The Re-Up" (Eminem feat. 50 Cent)            | 119                             | —                               | —                               | —                               | Eminem Presents the Re-Up                                      |
| 2007 | "Peep Show" (feat. Eminem)                    | 116                             | —                               | —                               | 81                              | Curtis                                                         |
| 2007 | "Follow My Lead" (feat. Robin Thicke)         | —                               | 118                             | —                               | —                               | Curtis                                                         |

- "—" não foi classificada nas paradas musicais

## Participações especiais
| Ano  | Canção                   | Artista(s)                                                   | Álbum                                    |
| ---- | ------------------------ | ------------------------------------------------------------ | ---------------------------------------- |
| 2000 | "Jerk"                   | Next                                                         | Welcome II Nextasy                       |
| 2002 | "Work It (Remix)"        | Missy Elliott                                                | Under Construction                       |
| 2003 | "Shot Down"              | DMX, Styles P                                                | Grand Champ                              |
| 2003 | "Let Me Be the 1"        | Mary J. Blige                                                | Love & Life                              |
| 2003 | "We All Die One Day"     | Obie Trice, Eminem, Lloyd Banks, Tony Yayo                   | Cheers                                   |
| 2003 | "Blow It Out (Remix)"    | Ludacris                                                     | Chicken-n-Beer                           |
| 2004 | "Never Enough"           | Eminem, Nate Dogg                                            | Encore                                   |
| 2004 | "Spend Some Time"        | Eminem, Obie Trice, Stat Quo                                 | Encore                                   |
| 2004 | "I Get High"             | Lloyd Banks, Snoop Dogg                                      | The Hunger for More                      |
| 2004 | "Warrior, Pt. 2"         | Lloyd Banks, Eminem, Nate Dogg                               | The Hunger for More                      |
| 2004 | "I'm a Soldier"          | Young Buck                                                   | Straight Outta Cashville                 |
| 2004 | "Bonafide Husler"        | Young Buck, Tony Yayo                                        | Straight Outta Cashville                 |
| 2004 | "DPG-Unit"               | Young Buck, Snoop Dogg, Daz Dillinger, Soopafly, Lloyd Banks | Straight Outta Cashville                 |
| 2004 | "Oh No"                  | Snoop Dogg                                                   | R&G (Rhythm & Gangsta): The Masterpiece  |
| 2005 | "We Don't Give a Fuck"   | Tony Yayo, Lloyd Banks, Olivia                               | Thoughts of a Predicate Felon            |
| 2005 | "When Death Becomes You" | M.O.P.                                                       | Get Rich or Die Tryin' (trilha sonora)   |
| 2005 | "You Already Know"       | Lloyd Banks, Young Buck                                      | Get Rich or Die Tryin' (trilha sonora)   |
| 2005 | "Things Change"          | Spider Loc, Lloyd Banks                                      | Get Rich or Die Tryin' (trilha sonora)   |
| 2005 | "You a Shooter"          | Mobb Deep                                                    | Get Rich or Die Tryin' (trilha sonora)   |
| 2005 | "Forgive Me"             | Proof                                                        | Searching for Jerry Garcia               |
| 2006 | "Creep"                  | Mobb Deep                                                    | Blood Money                              |
| 2006 | "Pearly Gates"           | Mobb Deep                                                    | Blood Money                              |
| 2006 | "The Infamous"           | Mobb Deep                                                    | Blood Money                              |
| 2006 | "It's Alright"           | Mobb Deep, Mary J. Blige                                     | Blood Money                              |
| 2006 | "Everywhere I Go"        | Obie Trice                                                   | Second Round's on Me                     |
| 2006 | "Rotten Apple"           | Lloyd Banks, Prodigy                                         | Rotten Apple                             |
| 2006 | "Nigga, What's Up"       | Lil Scrappy                                                  | Bred 2 Die Born 2 Live                   |
| 2006 | "The Re-Up"              | Eminem                                                       | Eminem Presents the Re-Up                |
| 2006 | "Officer Down"           | Kardinal Offishall                                           | Canadian Coke                            |
| 2007 | "Come and Get Me"        | Timbaland, Tony Yayo                                         | Shock Value                              |
| 2007 | "Hold On"                | Young Buck                                                   | Buck the World                           |
| 2007 | "Take It to the Top"     | Freeway                                                      | Free at Last                             |
| 2007 | "Sexy Ladies Remix"      | Justin Timberlake                                            | FutureSex/LoveSounds Deluxe Edition      |
| 2007 | "Freeze Remix/Bump This" | LL Cool J, Lloyd Banks, Young Hot Rod                        |                                          |
| 2007 | "Queens"                 | LL Cool J, Prodigy, Tony Yayo, Kool G Rap                    |                                          |
| 2008 | "Paper Planes (Remix)"   | M.I.A.                                                       |                                          |
| 2008 | "Slow Down"              | Ciara                                                        | Fantasy Ride: The Mixtape                |
| 2009 | "Mujeres in the Club"    | Wisin y Yandel                                               | La Revolución                            |
| 2009 | "Let the Beat Rock"      | Black Eyed Peas                                              | Invasion Of Boom Boom Pow - Megamix E.P. |
| 2010 | "Bitch (remix)"          | E-40 &. Too Short                                            |                                          |
| 2010 | "Rap To You"             | Jason Miller                                                 |                                          |
| 2010 | "Pass The Patron"        | Tony Yayo                                                    |                                          |
| 2010 | "Mean Mug"               | Soulja Boy                                                   |                                          |

## Videoclipes
| Título                                                        | Ano  | Diretor (es)                |
| ------------------------------------------------------------- | ---- | --------------------------- |
| "Wanksta"                                                     | 2002 | Jessy Terrero               |
| "In da Club"                                                  | 2003 | Philip G. Atwell            |
| "21 Questions" (com Nate Dogg)                                | 2003 | Dr. Dre, Phillip G. Atwell  |
| "Many Men (Wish Death)"                                       | 2003 | Jessy Terrero               |
| "Heat"                                                        | 2003 | Ian Inaba, Stephen Marshall |
| "P.I.M.P." (Remix) (com Snoop Dogg, Lloyd Banks e Young Buck) | 2003 | Chris Robinson              |
| "Disco Inferno"                                               | 2005 | Ulysses Terrero             |
| "Candy Shop" (com Olivia)                                     | 2005 | Jessy Terrero               |
| "Just a Lil Bit"                                              | 2005 | Benny Boom                  |
| "Outta Control" (Remix) (com Mobb Deep)                       | 2005 | Jessy Terrero               |
| "This Is 50"                                                  | 2005 | Broadway                    |
| "Piggy Bank"                                                  | 2005 | Broadway, Dan Melamid       |
| "GATman and Robbin'" (com Eminem)                             | 2005 | Broadway                    |
| "I Don't Need 'Em" (com Olivia)                               | 2005 | Broadway                    |
| "Hustler's Ambition"                                          | 2005 | Anthony Mandler             |
| "Window Shopper"                                              | 2005 | Benny Boom                  |
| "Best Friend" (Remix) (com Olivia)                            | 2006 | Marcus Raboy                |
| "You Don't Know" (com Eminem, Cashis e Lloyd Banks)           | 2006 | The Saline Project          |
| "Straight to the Bank"                                        | 2007 | Benny Boom                  |
| "Amusement Park"                                              | 2007 | Benny Boom                  |
| "I Get Money"                                                 | 2007 | Broadway, 50 Cent           |
| "Ayo Technology" (com Justin Timberlake e Timbaland)          | 2007 | Joseph Kahn                 |
| "I'll Still Kill" (com Akon)                                  | 2007 | Jessy Terrero               |
| "Follow My Lead" (com Robin Thicke)                           | 2007 | Bernard Gourley             |
| "Get Up"                                                      | 2008 | The Brothers Strause        |
| "OK, You're Right"                                            | 2009 | Broadway, 50 Cent           |
| "Baby by Me" (com Ne-Yo)                                      | 2009 | Chris Robinson              |
| "Do You Think About Me"                                       | 2009 | Chris Robinson              |
| "Crime Wave"                                                  | 2009 | —                           |
| "Flight 187"                                                  | 2009 | —                           |
| "I'll Do Anything"                                            | 2009 | —                           |
| "Queens, NY" (com Precious Paris)                             | 2011 | Jackson Smith               |
| "I Just Wanna" (com Tony Yayo)                                | 2011 | Jackson Smith               |
| "Wait Until Tonight"                                          | 2011 | Jackson Smith               |
| "Off and On"                                                  | 2011 | Jackson Smith               |
| "They Burn Me"                                                | 2011 | N/A                         |
| "Put Ya Hands Up"                                             | 2011 | Jackson Smith               |
| "Nah Nah Nah" (com Tony Yayo)                                 | 2011 | —                           |
| "Shooting Guns" (com Kidd Kidd)                               | 2012 | —                           |
| "Murder One"                                                  | 2012 | Eif Rivera                  |
| "Get Busy" (com Kidd Kidd)                                    | 2012 | —                           |
| "All His Love"                                                | 2012 | Eif Rivera                  |
| "OJ" (com Kidd Kidd)                                          | 2012 | Eif Rivera                  |
| "Double Up" (com Hayes)                                       | 2012 | Eif Rivera                  |
| "Complicated"                                                 | 2012 | Eif Rivera                  |
| "I Ain't Gonna Lie" (com Robbie Nova)                         | 2012 | Eif Rivera                  |
| "Be My Bitch" (com Brevi)                                     | 2012 | Eif Rivera                  |
| "Definition of Sexy"                                          | 2012 | Eif Rivera                  |
| "Money"                                                       | 2012 | Eif Rivera                  |
| "First Date" (com Too Short)                                  | 2012 | Eif Rivera                  |
| "United Nations"                                              | 2012 | Eif Rivera                  |
| "My Life" (com Eminem e Adam Levine)                          | 2012 | Rich Lee                    |
| "Major Distribution" (com Young Jeezy e Snoop Dogg)           | 2013 | Eif Rivera                  |
| "Financial Freedom"                                           | 2013 | Eif Rivera                  |
| "We Up" (featuring Kendrick Lamar e Kidd Kidd)                | 2013 | Eif Rivera                  |

### Como performer destaque
| Título                                                           | Ano  | Diretor (es)       |
| ---------------------------------------------------------------- | ---- | ------------------ |
| "Let Me In" (Young Buck com 50 Cent)                             | 2004 | Jessy Terrero      |
| "How We Do" (The Game com 50 Cent)                               | 2004 | Hype Williams      |
| "Hate It or Love It" (The Game com 50 Cent)                      | 2005 | The Saline Project |
| "So Seductive" (Tony Yayo com 50 Cent)                           | 2005 | Gil Green          |
| "Have a Party" (Mobb Deep com 50 Cent e Nate Dogg)               | 2005 | Benny Boom         |
| "Hands Up" (Lloyd Banks com 50 Cent)                             | 2006 | Jessy Terrero      |
| "Can't Leave 'em Alone" (Ciara com 50 Cent)                      | 2007 | Fat Cats           |
| "Mujeres in the Club" (Wisin & Yandel com 50 Cent)               | 2009 | Jessy Terrero      |
| "Mean Mug" (Soulja Boy Tell'em com 50 Cent)                      | 2010 | Colin Tilley       |
| "No Dejemos Que se Apague" (Wisin & Yandel com 50 Cent e T-Pain) | 2010 | Jessy Terrero      |
| "Let's Get It In" (Lloyd com 50 Cent)                            | 2010 | Jessy Terrero      |
| "Buzzin'" (Mann com 50 Cent)                                     | 2010 | Jessy Terrero      |
| "Down on Me" (Jeremih com 50 Cent)                               | 2011 | Colin Tilley       |
| "Right There" (Nicole Scherzinger com 50 Cent)                   | 2011 | Paul Hunter        |
| "Haters" (Tony Yayo com 50 Cent, Shawty Lo e Roscoe Dash)        | 2011 | Mr. Boomtown       |
| "Up!" (LoveRance com 50 Cent)                                    | 2011 | Taj                |
| "Riot" (Remix) (2 Chainz com 50 Cent)                            | 2012 | Eif Rivera         |